# Хелиоцентрична орбита
Хелиоцентрична орбита е орбита около Слънцето. В Слънчевата система всички планети, комети и астероиди са в такива орбити, както и много изкуствени спътници и космически остатъци. Луната за разлика от тях не обикаля около хелиоцентрична орбита, защото обикаля около Земята.
Думата helio произлиза от старогръцки и означава „Слънце“, също така Хелиос е персонификацията на Слънцето в Древногръцка митология.